# Jyutping
Jyutping is een vorm van romanisatie om Standaardkantonees in het Latijnse alfabet op te schrijven.
Naast letters bestaat het ook uit cijfers die achter een letter staan. Hier zit geen spatie tussen. De cijfers kunnen op dezelfde regelhoogte gezet worden of op een stukje hoger. De letters komen voor een deel overeen met de klankletters van het Internationaal Fonetisch Alfabet. Deze klankletters zijn: m, f, n, l, h, w, s, j, ei, i, im, in, u, ui, un, œ en œk.
Jyutping is de verkorte vorm van Jyutjyu pingjam (Traditioneel Chinees: 粵語拼音; jyutping: jyut6jyu5 ping3jam1), vertaald "klankspelling van de Kantonese taal".

## Geschiedenis
Het werd in 1993 ontwikkeld door de Linguistic Society of Hong Kong. In verschillende taalcursussen Standaardkantonees en invoermethoden van Standaardkantonees op computers en smartphones wordt gebruikgemaakt van jyutping.
Jyutping is naast Yale een van de meestgebruikte romanisatievormen van Standaardkantonees. Yale heeft een probleem dat jyutping niet heeft. Yale maakt namelijk geen onderscheid tussen de IPA-klanken: ɵ en œ. In Yale worden beide klanken geschreven als eu, terwijl het in jyutping geschreven wordt als eo en oe. In jyutping wordt de IPA-klank ɛːu geschreven als eu. Een voorbeeld is [tɛːu] (掉).

## Beginklanken jyutpingalfabet
Let op: aa, aai, ou, oi en on zijn ook een klank, zonder beginklank.
| b /p/ 巴   | p /pʰ/ 怕   | m /m/ 媽  | f /f/ 花 |
| d /t/ 打   | t /tʰ/ 他   | n /n/ 那  | l /l/ 啦 |
| g /k/ 家   | k /kʰ/ 卡   | ng /ŋ/ 牙 | h /h/ 蝦 |
| gw /kʷ/ 瓜 | kw /kʰʷ/ 誇 | w /w/ 蛙  |          |
| z /ts/ 渣  | c /tsʰ/ 叉  | s /s/ 沙  | j /j/ 也 |

## Eindklanken jyutpingalfabet
| aa /aː/ 沙 | aai /aːi/ 徙 | aau /aːu/ 梢 | aam /aːm/ 三 | aan /aːn/ 山 | aang /aːŋ/ 坑 | aap /aːp/ 圾 | aat /aːt/ 剎 | aak /aːk/ 客 |
|            | ai /ɐi/ 西   | au /ɐu/ 收   | am /ɐm/ 心   | an /ɐn/ 新   | ang /ɐŋ/ 笙   | ap /ɐp/ 濕   | at /ɐt/ 失   | ak /ɐk/ 塞   |
| e /ɛː/ 些  | ei /ei/ 四   | eu /ɛːu/ 掉  | em /ɛːm/ 舐  |              | eng /ɛːŋ/ 鄭  | ep /ɛːp/ 夾  |              | ek /ɛːk/ 石  |
| i /iː/ 詩  |              | iu /iːu/ 消  | im /iːm/ 閃  | in /iːn/ 先  | ing /ɪŋ/ 星   | ip /iːp/ 攝  | it /iːt/ 洩  | ik /ɪk/ 識   |
| o /ɔː/ 疏  | oi /ɔːi/ 開  | ou /ou/ 蘇   |              | on /ɔːn/ 看  | ong /ɔːŋ/ 桑  |              | ot /ɔːt/ 喝  | ok /ɔːk/ 索  |
| u /uː/ 夫  | ui /uːi/ 灰  |              |              | un /uːn/ 寬  | ung /ʊŋ/ 鬆   |              | ut /uːt/ 闊  | uk /ʊk/ 叔   |
| oe /œː/ 鋸 |              |              |              |              | oeng /œːŋ/ 商 |              |              | oek /œːk/ 削 |
|            | eoi /ɵy/ 需  |              |              | eon /ɵn/ 詢  |               |              | eot /ɵt/ 摔  |              |
| yu /yː/ 書 |              |              |              | yun /yːn/ 孫 |               |              | yut /yːt/ 雪 |              |
|            |              |              | m /m̩/ 唔     |              | ng /ŋ̩/ 吳     |              |              |              |

## Tonen
De verschillende tonen in het Standaardkantonees worden weergeven door cijfers. Voor mensen die Standaardkantonees kennen, is er een ezelsbruggetje om de tonen te onthouden.
- toon 1 komt overeen met de toon in het cijfer één en zeven in het Standaardkantonees, in het jyutping jat1 en cat1
- toon 2 komt overeen met de toon in het cijfer negen in het Standaardkantonees, in het jyutping gau2
- toon 3 komt overeen met de toon in het cijfer vier en acht in het Standaardkantonees, in het jyutping sei3 en baat3
- toon 4 komt overeen met de toon in het cijfer nul in het Standaardkantonees, in het jyutping ling4
- toon 5 komt overeen met de toon in het cijfer vijf in het Standaardkantonees, in het jyutping ng5
- toon 6 komt overeen met de toon in het cijfer twee en zes in het Standaardkantonees, in het jyutping ji6 en luk6
- toon 7, zie toon 1
- toon 8, zie toon 3
- toon 9, zie toon 6

De klank faat kan alleen op de derde toonhoogte worden uitgesproken. De klank fat kan alleen in de eerste of zesde toonhoogte worden uitgesproken.
| Toonnaam                         | Yīn Píng (陰平) | Yīn Shàng (陰上) | Yīn Qù (陰去) | Yáng Píng (陽平) | Yáng Shàng (陽上) | Yáng Qù (陽去) | Yīn Rù (陰入) | Zhōng Rù (中入) | Yáng Rù (陽入) |
| -------------------------------- | --------------- | ---------------- | ------------- | ---------------- | ----------------- | -------------- | ------------- | --------------- | -------------- |
| Toon(nummer)                     | 1               | 2                | 3             | 4                | 5                 | 6              | 1 (7)         | 3 (8)           | 6 (9)          |
| Toonnaam in Nederlands           | hoog            | midden rijzend   | midden        | laag vallend     | laag rijzend      | laag           | hoogwordend   | middenwordend   | laagwordend    |
| Tooncontour                      | 55 / 53         | 35               | 33            | 21 / 11          | 13                | 22             | 5             | 3               | 2              |
| Voorbeeld (Chinees traditioneel) | 分              | 粉               | 訓            | 焚               | 奮                | 份             | 忽            | 發              | 佛             |
| Voorbeeld (jyutping)             | fan1            | fan2             | fan3          | fan4             | fan5              | fan6           | fat1          | faat3           | fat6           |

## Voorbeelden

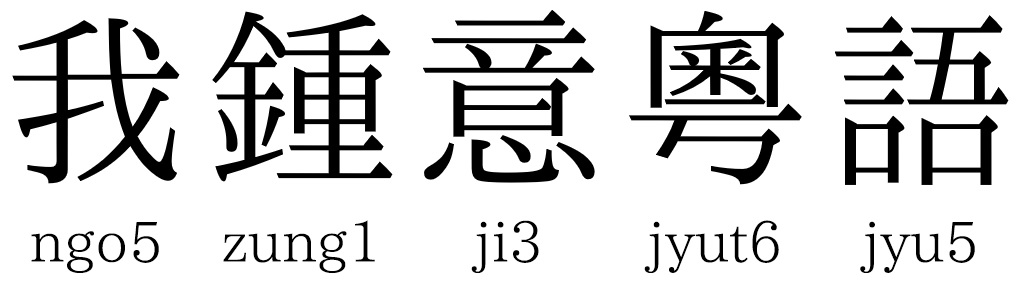
Vertaling: "Ik hou van Kantonees"

| Traditioneel | Vereenvoudigd | Jyutping met cijfers op dezelfde regelhoogte | Jyutping         | Betekenis          |
| ------------ | ------------- | -------------------------------------------- | ---------------- | ------------------ |
| 廣州話       | 广州话        | gwong2 zau1 waa2                             | gwong2 zau1 waa2 | Standaardkantonees |
| 粵語         | 粤语          | jyut6 jyu5                                   | jyut6 jyu5       | Kantonees          |
| 你好嗎?      | 你好吗?       | nei5 hou2 maa3?                              | nei5 hou2 maa3?  | Alles goed?        |